# Alexandr Kazakov
Alexandr Alexandrovič Kazakov (také Kozakov) (rusky: Александр Александрович Казаков) (15. ledna 1889 – 1. srpna 1919) byl nejúspěšnějším ruským stíhacím pilotem první světové války s celkem 20 uznanými sestřely. Získal celkem 16 ruských, britských a francouzských vyznamenání.
Kazakov létal na letounech Morane-Saulnier, SPAD SA.2, Nieuport 11 a Nieuport 17.
Během ruské občanské války se Kazakov připojil k slovansko-britské letecké jednotce v Archangelsku (létal zde na Camelech) a bojoval proti bolševické Rudé armádě. Poté, co se Britové v létě roku 1919 začali stahovat z Ruska, upadl do deprese a 1. srpna 1919 zemřel při letecké nehodě. Svědkové této nehody byly přesvědčeni, že Kazakov spáchal sebevraždu.